# Pnewie
Pnewie (ukr. Пнів’є, Pniwje, więcej zob. niżej) – szczyt Połonin Hryniawskich, jeden z najwyższych w paśmie, zlokalizowany w rejonie wierchowińskim ukraińskiego obwodzu iwanofrankiwskiego. Stanowi jedną z kulminacji grzbietu o tej samej nazwie.

## Geografia
Grzbiet Pnewie ciągnie się na długości ok. 33 km z północnego zachodu na południowy wschód – nad doliną Czarnego Czeremoszu – od ujścia do niego potoku Szybeny po połączenie Perkałabu i Saraty tworzących w tym miejscu Biały Czeremosz. Cechuje się on niewielkimi wysokościami względnymi i mało wybitnymi szczytami, które nie zawsze wyróżniane są na mapach.
Mianem Pnewie określa się niekiedy jeden z najwyższych wierzchołków grzbietu położony w jego środkowej części pomiędzy połoninami Gropa, Pnewie i Ryżowata. Wznosi się on na wysokość 1586 m n.p.m. przy wybitności 197 m i izolacji 5,4 km (najbliższy wyższy szczyt to Łostuń Wielki w Górach Czywczyńskich). Sąsiednie bezimienne wierzchołki mają wysokość 1556 m n.p.m. (na północnym zachodzie) i 1532 m n.p.m. (na południowym wschodzie). Od szczytu Pnewia oddzielają je płytkie przełączki o wysokości odpowiednio ok. 1530 i 1515 m n.p.m. Przewyższenie szczytu nad doliną Czarnego Czeremoszu wynosi w przybliżeniu 415 m.
Na szczycie Pnewia oddziela się boczny grzbiet o odległości ok. 10 km dochodzący na północnym wschodzie do wsi Hramotne i Hołoszyna (wierzchołki 1369, 1464, 1481, 1386, 1386 – dwa ostatnie niekiedy oznaczane jako Borzolewa, 1091 m n.p.m.). Ramię to oddziela doliny potoków Hramitny Wielki (po stronie północnej, dopływ Probijnej) i Hostowiec (po stronie południowej, dopływ Białego Czeremoszu). Potoki opadające ku południowemu zachodowi i dolinie Czarnego Czeremoszu są wielokrotnie krótsze, nie przekraczają 1,5 km długości, co spowodowane jest występowaniem po tej stronie krótkich, stromych zboczy.
Szczyt Pnewia jest niezalesiony, dzięki czemu można z niego dostrzec szereg szczytów, niekiedy przekraczających 2000 m n.p.m. Na południu i zachodzie są to wierzchołki Gor Rodniańskich (Ineul, Coasta Netedă, Galațului, Puzdrelor, Pietrosul Rodnei) i Karpat Marmaroskich (Toroiaga, Mihailecul, Fărcaul oraz Neniska Mała i Pop Iwan Marmaroski – w paśmie Gór Rachowskich). Na bliższym planie od południa po północny zachód ciągnie się równoległy do grzbietu Pniewia pas Gór Czywczyńskich widoczny stąd na całej swojej długości: od Hnitesy i Palenicy przez Łostuń, Suligul, Łedeskul, Czywczyn, Budyjowską Wielką aż po  i Stóg. Na północnym zachodzie widoczne są szczyty Czarnohory (Petros, Pop Iwan, Brebeneskuł, Smotrec). W tym kierunku widok obejmuje też pozostałe główne wierzchołki grzbietu Pnewie: Halę Michajłową, Babę Ludową czy Masny Prysłup. W jednej linii z pierwszym z wymienionych znajduje się też najwyższe wzniesienie Świdowca – Bliźnica. Na północy możliwe jest dostrzeżenie w oddali pojedynczych szczytów we wschodnich Gorganach (Doboszanka). Na północy i wschodzie panorama obejmuje niższe szczyty Beskidów Pokuckich z najwyższym Rotyłem oraz Czarnym Groniem i Pisanym Kamieniem, a oprócz tego Skupową w bocznym paśmie Połonin Hryniawskich czy Cziochelkę w Górach Wyżnicko-Strażowskich. Na połduniowym wschodzie panoramę zamykają Góry Jałowiczorskie ze szczytami Wypczyna, Łosowa, Jarowica i Tomnatyk.

## Turystyka i ochrona przyrody
Przez większą część grzbietu Pnewie, w tym przez sam wierzchołek prowadzi Wschodniokarpacki Szlak Turystyczny biegnący tu od Probijniwki po klauzę Perkałab.
Sam szczyt Pnewia nie jest objęty żadną formą ochrony przyrody, jednak znajduje się on w bezpośrednim pobliżu granic Wierchowińskiego Parku Narodowego, które pokrywają się co do zasady z górną granicą lasu i przebiegają w tym miejscu niespełna 400 m na południowy zachód.

## Nazwa
W języku ukraińskim na określenie tak grzbietu, jak i samego szczytu zamiennie stosuje się nazwy Пнів’є (Pniwje), Пнєв’є (Pniewje), Пнев’є (Pnewje), Пневе (Pnewe) czy Пневі (Pnewi). Polska nazwa stosowana co najmniej od lat 80. XIX wieku brzmi Pnewie.